# Ankó japán császár
Ankó császár (安康天皇; Hepburn átírással: Ankō-tennō) Japán 20. császára a hagyományos öröklési sorrend szerint. 
Nincsenek pontos dátumok arra vonatkozóan, hogy mikor élt, vagy uralkodott, de a hagyomány uralkodását 453 és 456 közé teszi.

## Élete
Ankó 5. századi uralkodó volt. 
A 29. császár, Kinmei császár (509-571) uralkodása az első, amit a korabeli történelem dátumokkal tud igazolni. Habár a korábbi császárok neve és uralkodási ideje általánosan elfogadott, "hagyományosan" csak a Jamato dinasztia 50. uralkodójának, Kanmu császárnak (737-806) uralkodása idején igazolták őket.
A Kodzsiki és Nihonsoki szerint Ankó Ingjó császár második fia volt. Bátyja Kinasi no Karu herceg volt a koronaherceg, de testvérével, Karu no Óiracume-val folytatott vérfertőző kapcsolata miatt kegyvesztett lett. Egy Ankó ellen indított sikertelen támadás után Kinasi no Karu száműzött lett, és öngyilkosságot követett el.
Ankó koreabeli rangja nem lehetett volna tennó (császár), mivel a legtöbb történész úgy véli, hogy ez a rang nem volt bevezetve Tenmu császár uralkodásáig. Feltehetőleg a Sumeramikoto vagy Amenoshita Shiroshimesu Ōkimi (治天下大王) rangot használta, ami azt jelenti "a nagyszerű király, aki mindent ural az égbolt alatt". Másik megnevezése a "Yamato Nagy Királya" lehetett.
Ankó-t uralkodásának harmadik évében gyilkolta meg Mayova no Ókimi (Mayova herceg), hogy megbosszulja apjának kivégzését.
Ankó sírjának pontos helye ismeretlen. A császár emlékműve Nara prefektúrában található egy sintó szentélyben.
A Császári Háztartási Ügynökség ezt a helyet jelölte ki Ankó mauzóleumának. Hivatalos neve Szugavara no Fusimi no nisi miszaszagi.

## Források

Japán címere — Krizantém csillag

## Galéria
- Ankó császár emlékére állított sintó szentély és mauzóleum

## Fordítás
- Ez a szócikk részben vagy egészben  az   Emperor Ankō című angol Wikipédia-szócikk ezen változatának fordításán alapul.  Az eredeti cikk szerkesztőit annak laptörténete sorolja fel. Ez a jelzés csupán a megfogalmazás eredetét és a szerzői jogokat jelzi, nem szolgál a cikkben szereplő információk forrásmegjelöléseként.